# Carl Panthel
Carl Christian Friedrich Peter Panthel,  (auch  Karl Christian Friedrich Peter Panthel, Carolus Christian Panthel, * 27. Dezember 1821 in Herschbach; † 24. März 1900 in Bad Ems) war ein deutscher Mediziner, der als Badearzt in Bad Ems wirkte.

## Leben
Carl Panthel studierte an der Georg-August-Universität Göttingen Medizin und wurde 1844 in Göttingen mit seiner Dissertation De morte suffocativa promoviert. Anschließend wirkte er als Medicinal-Accessist in Limburg und später als praktischer Arzt und in der Folge auch als Badearzt in Bad Ems. 
Carl Panthel gehörte neben Ludwig Spengler 1851 zu den zwölf Gründungsmitgliedern des Vereins Nassauischer Ärzte.
Er war Königlicher Sanitätsrat und wurde am 1. Februar 1880 in der Sektion Wissenschaftliche Medizin mit der Matrikel-Nr. 2247 als Mitglied in die Deutsche Akademie der Naturforscher Leopoldina aufgenommen.

## Veröffentlichungen (Auswahl)
- De morte suffocativa. Göttingen 1844 (Digitalisat)
- Inhalationskuren und Inhalationsschwindel. Zur Aufklärung des ärztlichen und nichtärztlichen Publikums über die Inhalation der Emser Thermalgase. Fahdt, Bad Ems 1864 (Digitalisat)
- Bad Ems seine Heilmittel und Umgebungen. In gedrängter Darstellung geschildert. Pfeffer, Dritte Auflage, Bad Ems 1878 (Digitalisat)